# دنطوان كاليفورني
دنطوان كاليفورني (الاسم العلمي:Danthonia californica) هو نوع من النباتات يتبع جنس الدنطوان من الفصيلة النجيلية.